# Elektropop
Elektropop, electropop nebo technopop je zvláštní styl synth-popu (někdy užíváno synonymně), který vznikl na přelomu 70. a 80. let 20. století. V 90. letech jeho popularita klesla, ale v první dekádě 21. století zažil návrat. Elektropop je často charakterizován elektronickým a opakujícím se zvukem, silnější důraz na elektronický zvuk jej liší od synthpopu. Přelomovým byl singl Don't You Want Me od The Human League z roku 1981.
Elektropopové písně jsou většinou popové písně s jednoduchými, chytlavými melodiemi a rytmy, ale liší se od písní taneční hudby, které žánr electropop pomohl inspirovat jako techno, dub, house nebo electroclash. Elektropop klade důraz na hudební kompozici nad schopnost tančit. Electropop je spojen s novoromantickým módním hnutím na počátku 80. let a se synthpopovými a electroclash směry v 90. letech. Z elektropopu čerpala ve svém albu Happier Than Ever z roku 2021 zpěvačka Billie Eilish.